# (400242) 2007 NZ4
(400242) 2007 NZ4 es un asteroide perteneciente a asteroides que cruzan la órbita de Marte, descubierto el 15 de julio de 2007 por John Broughton desde el Observatorio de Reedy Creek, Gold Coast (Queensland), Australia.

## Designación y nombre
Designado provisionalmente como 2007 NZ4.

## Características orbitales
2007 NZ4 está situado a una distancia media del Sol de 2,284 ua, pudiendo alejarse hasta 2,915 ua y acercarse hasta 1,653 ua. Su excentricidad es 0,276 y la inclinación orbital 5,377 grados. Emplea 1260,98 días en completar una órbita alrededor del Sol.

## Características físicas
La magnitud absoluta de 2007 NZ4 es 17,4.